# BMW N47
Der N47 ist ein turboaufgeladener Reihenvierzylinder-Dieselmotor des Automobilherstellers BMW. Vollständig neu entwickelt erschien er 2007 und ersetzte den Vorgänger M47. Seit 2014 wird er sukzessive durch seinen Nachfolger, den B47 ersetzt.

## Konstruktion
Der Motor hat ein Aluminium-Kurbelgehäuse mit thermisch gefügten Grauguss-Laufbuchsen. Zur Verbesserung der Laufruhe sind zwei nadelgelagerte Ausgleichswellen im Kurbelgehäuse integriert (nicht bei 85-kW-Variante im 116d). Der Vierventil-Zylinderkopf hat zwei obenliegende Nockenwellen, die über eine Simplexkette angetrieben werden und über Rollenschlepphebel die Ventile betätigen. Das Common-Rail-Einspritzsystem operiert beim N47 mit Drücken von 1600 bis 2000 bar. Der Kraftstoff wird über zentral positionierte Magnetventil-Injektoren oder Piezo-Injektoren in den Brennraum eingespritzt. In den meisten Varianten wird ein Turbolader mit verstellbaren Turbinenleitschaufeln eingebaut, die stärksten Ausbaustufen (150 kW bzw. 160 kW) haben zwei Turbolader, die nach einem kombinierten Prinzip von Registeraufladung und Mehrschichtaufladung arbeiten. Die Abgase reinigt ein motornah angeordneter Dieselpartikelfilter mit vorgeschaltetem Oxidationskatalysator.
Die elektronische Motorsteuerung wurde zudem für folgende effizienzsteigernde Maßnahmen ausgelegt:
- Start-Stopp-Automatik
- intelligente Generatorregelung zur Bremsenergierückgewinnung
- bedarfsgerechte Regelung von Nebenaggregaten
- Schaltpunktanzeige

## Performance Kits
BMW bietet für diese Dieselmotoren für einige Modelle Power Kits von BMW Performance an. Möglich ist dies bei den Modellen 120d (E81, E82, E87, E88) und 320d (E90, E91, E92, E93) mit 177 PS, die nach der Überarbeitung 197 PS (145 kW) leisten. Das maximale Drehmoment steigt um 40 auf dann 390 Newtonmeter.
Ab März 2010 wird das Power Kit auch für die ab Werk 184 PS (135 kW) starke Ausbaustufe des N47 angeboten, die nach der Überarbeitung 200 PS (147 kW) leistet. Das maximale Drehmoment steigt um 40 auf 420 Newtonmeter.

## Daten
| Motortyp | Hubraum          | Bohrung × Hub   | Leistung bei 1/min            | Drehmoment bei 1/min | Kraftstoffeinspritzung             | Jahr            |
| -------- | ---------------- | --------------- | ----------------------------- | -------------------- | ---------------------------------- | --------------- |
| N47D16   | 1,6 l (1598 cm3) | 78 mm × 83,6 mm | 70 kW (95 PS) bei 4000        | 235 Nm bei 1500–2750 | -                                  | seit 09/2012    |
| N47D16   | 1,6 l (1598 cm3) | 78 mm × 83,6 mm | 85 kW (116 PS) bei 4000       | 260 Nm bei 1750–2500 | -                                  | seit 2012       |
| N47D20   | 2,0 l (1995 cm3) | 84 mm × 90 mm   | 85 kW (116 PS) bei 4000       | 260 Nm bei 1750–2500 | Magnetventil-Injektoren (1600 bar) | seit 2009       |
| N47D20   | 2,0 l (1995 cm3) | 84 mm × 90 mm   | 105 kW (143 PS) bei 4000      | 300 Nm bei 1750–2500 | Magnetventil-Injektoren (1600 bar) | seit 2007       |
| N47D20   | 2,0 l (1995 cm3) | 84 mm × 90 mm   | 105 kW (143 PS) bei 4000      | 320 Nm bei 1750–2500 | Magnetventil-Injektoren (1600 bar) | seit 2010       |
| N47D20   | 2,0 l (1995 cm3) | 84 mm × 90 mm   | 105 kW (143 PS) bei 4000      | 350 Nm bei 1750–2750 | Magnetventil-Injektoren (1600 bar) | 2009–2010       |
| N47D20   | 2,0 l (1995 cm3) | 84 mm × 90 mm   | 105 kW (143 PS) bei 4000      | 360 Nm bei 1750–2500 | Magnetventil-Injektoren (1600 bar) | seit 2012       |
| N47D20   | 2,0 l (1995 cm3) | 84 mm × 90 mm   | 120 kW (163 PS) bei 3250–4200 | 350 Nm bei 1750–2500 | Piezo-Injektoren (1800 bar)        | seit 2007       |
| N47D20   | 2,0 l (1995 cm3) | 84 mm × 90 mm   | 120 kW (163 PS) bei 4200      | 380 Nm bei 1750–2750 | Piezo-Injektoren (1800 bar)        | seit 2010       |
| N47D20   | 2,0 l (1995 cm3) | 84 mm × 90 mm   | 120 kW (163 PS) bei 3250–4200 | 380 Nm bei 1750–2750 | Piezo-Injektoren (1800 bar)        | seit 2010       |
| N47D20   | 2,0 l (1995 cm3) | 84 mm × 90 mm   | 130 kW (177 PS) bei 4000      | 350 Nm bei 1750–3000 | Piezo-Injektoren (1800 bar)        | seit 2007       |
| N47D20   | 2,0 l (1995 cm3) | 84 mm × 90 mm   | 145 kW (197 PS) bei 4000      | 390 Nm bei 2000–2500 | Piezo-Injektoren (1800 bar)        | seit 2007       |
| N47D20   | 2,0 l (1995 cm3) | 84 mm × 90 mm   | 135 kW (184 PS) bei 4000      | 380 Nm bei 1900–2750 | Piezo-Injektoren (1800 bar)        | 03/2010–09/2010 |
| N47D20   | 2,0 l (1995 cm3) | 84 mm × 90 mm   | 135 kW (184 PS) bei 4000      | 380 Nm bei 1750–2750 | Piezo-Injektoren (1800 bar)        | seit 09/2010    |
| N47D20   | 2,0 l (1995 cm3) | 84 mm × 90 mm   | 147 kW (200 PS) bei 4000      | 420 Nm bei 1750–2750 | Piezo-Injektoren (1800 bar)        | seit 09/2010    |
| N47D20   | 2,0 l (1995 cm3) | 84 mm × 90 mm   | 150 kW (204 PS) bei 4400      | 400 Nm bei 2000–2250 | Piezo-Injektoren (2000 bar)        | seit 2007       |
| N47D20   | 2,0 l (1995 cm3) | 84 mm × 90 mm   | 160 kW (218 PS) bei 4400      | 450 Nm bei 1500–2500 | Piezo-Injektoren (2000 bar)        | seit 2011       |

1. 1 2  Edition Fleet
2. ↑  EfficientDynamics Edition
3. 1 2  mit Performance Power Kit

## Verwendung

### 1,6l 70 kW (95 PS), 235 Nm
- 114d (F20)

### 1,6l 82 kW (112 PS), 270 Nm
- Mini Cooper D
- Toyota Auris 1.6 D-4D
- Toyota Avensis 1.6 D-4D
- Toyota Verso 1.6 D-4D

### 1,6l 85 kW (116 PS), 260 Nm

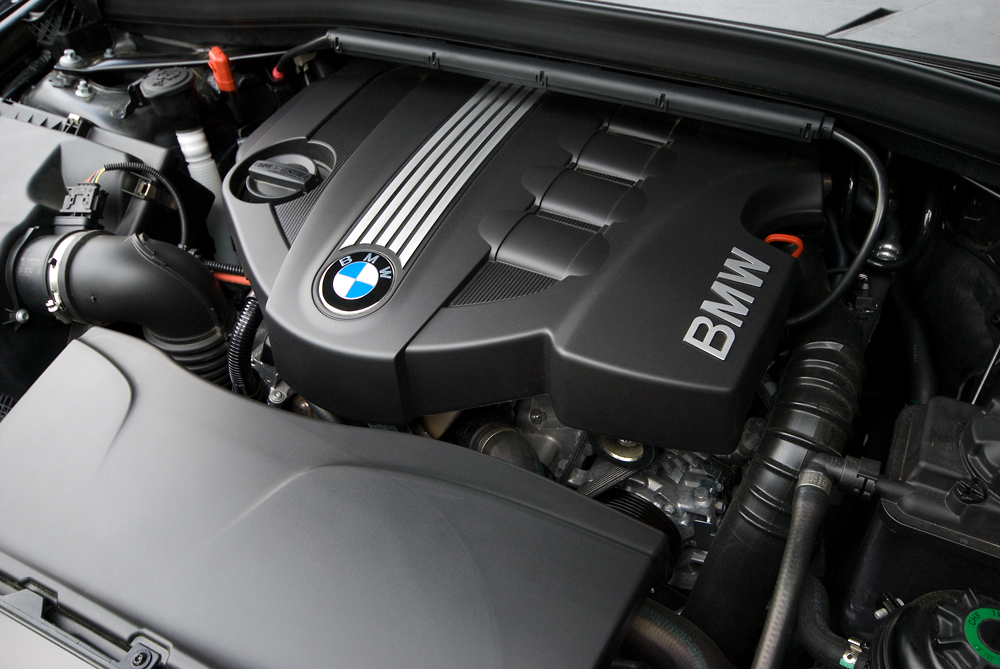
BMW N47D20

- 116d EDE (F20)

### 2,0l 85 kW (116 PS), 260 Nm
- 116d (E81/E87, F20)
- 316d (E90/E91, F30/F31)
- X1 sdrive 16d (BMW E84)

### 2,0l 105 kW (143 PS), 300 Nm
- 118d (E81/E82/E87/E88)
- 318d (E90/E91)

### 2,0l 105 kW (143 PS), 320 Nm
- Toyota Avensis 2.0 D-4D
- Toyota RAV4 2.0 D-4D
- 118d (F20)
- 218d (F22)
- 318d (E90/E91, F30/F31)
- 418d (F36)
- X1 18d (E84)
- Mini Cooper SD (Countryman R60)

### 2,0l 105 kW (143 PS), 350 Nm
- X3 1.8d (E83)

### 2,0l 105 kW (143 PS), 360 Nm
- X3 sDrive 18d (F25)
- 518d  (F10)

### 2,0l 120 kW (163 PS), 350 Nm
- 320d Fleet Edition (E90/E91)
- 520d Fleet Edition (E60/E61)

### 2,0l 120 kW (163 PS), 380 Nm
- 320d EfficientDynamics Edition (E90/E91)
- 320d Fleet Edition (E90/E91)
- X1 sDrive20d EfficientDynamics Edition (E84)

### 2,0l 130 kW (177 PS), 350 Nm
- 120d (E81/E82/E87/E88)
- 320d (E90/E91/E92/E93)
- 520d (E60/E61)
- X1 20d (E84)
- X3 2.0d (E83)

### 2,0l 135 kW (184 PS), 380 Nm
- 120d (F20/F21)
- 220d (F22/F23)
- 320d (E90/E91/E92/E93)
- 320d (F30/F31)
- 320d GT (F34)
- 420d (F33)
- 520d (F10/F11)
- 520d GT (F07)
- X3 xDrive 20d (F25)
- X1 xDrive 20d (E84)

### 2,0l 150 kW (204 PS), 400 Nm
- 123d (E81/E82/E87/E88)
- X1 xDrive 23d (E84)

### 2,0l 160 kW (218 PS), 450 Nm
- 125d (F20/F21)
- 225d (F22/F23)
- 325d (F30/F31/F34)
- 425d (F32/F33)
- 525d (F10/F11)
- X1 xDrive 25d (E84)
- X5 xDrive 25d (F15) bis September 2015

## Probleme mit der Steuerkette
Die Simplexsteuerkette der N47-Motorenfamilie gilt als anfällig für übermäßigen Verschleiß. Dieser kann zu einem vorzeitigen Ausfall führen. Die Folge kann eine schwerwiegende Schädigung des Motors sein. Das Problem betrifft alle Motoren der N47-Serie und alle Leistungsvarianten. Eine Längung der Steuerkette kündigt sich häufig durch ein deutliches Rasseln an. Empfohlen wird die Überprüfung und ggf. ein Austausch der Steuerkette ab einer Laufleistung von 100.000 km. Dazu muss jedoch der Motor ausgebaut werden, da die Steuerkette getriebeseitig verbaut ist. Anfang 2014 wurde die Kulanzregelung seitens BMW auf 8 Jahre und 200.000 km erweitert, da sich die Reklamationen von Kunden und Werkstätten häuften. Die Kulanzregelung beinhaltet wie auch die Änderung von 2008, dass der Motor im reparablen Zustand wieder hergestellt und nicht getauscht wird. Das Wechseln auf Kulanz erfolgt nur bei irreparablem Motorschaden in einem Zeitraum von 25 Monaten nach Kauf oder bei Fahrzeugen nicht älter als 8 Jahre und 200.000 km Laufleistung. Um den Verschleiß zu verringern, wurden an Zahnrädern, Ketten- und Kettenspannern verschiedene Änderungen durchgeführt, so dass damit die Probleme etwa 2013 behoben waren.

## Euro 5 Update
Ab September 2018 versendete das KBA Briefe zur Euro 5-Software-Aktualisierung, betroffen sind mehrheitlich BMW-Modelle mit N47D20 Motoren ab Baujahr 2010. Damit sollen Stickoxide (NOx)-Emissionen reduziert werden. Stand November 2018 haben etwa 2 Millionen Fahrzeuge das Update erhalten. Die Änderungen wirken sich auf die Abgasrückführung aus.

## Auszeichnungen
- "International Engine of the Year Award 2008", Kategorie "Best New Engine"[9]
- "International Engine of the Year Award 2010", Kategorie "1.8-litre to 2-litre"[10]
- "International Engine of the Year Award 2011", Kategorie "1.8-litre to 2-litre"[11]